# Catherine Pibarot
Pour les articles homonymes, voir Pibarot.
Catherine Pibarot, née le 6 juillet 1967 à Tassin-la-Demi-Lune (Rhône) et décédée le 28 mars 2010 à La Chaudière dans la Drôme, est une joueuse française internationale de handball.

## Biographie
Après une première apparition officielle, en benjamines, à Saint-Martin d'Hères et une première sélection régionale sous les couleurs de l'AL Echirolles, Catherine Pibarot évolue à Sallanches et bénéficie d'un double surclassement. Elle est alors recrutée au poste d'ailière gauche par le HBC Aix-en-Savoie qui évolue alors en Nationale 1. Mais le niveau était un peu trop élevé pour elle (elle n'apparaît pas parmi les buteuses du championnat) et elle décide de retourner à Chambéry où elle joue trois ans.
En 1988, elle prend la direction de Lyon pour passer sa licence et rejoint alors le club dans lequel elle réalisera toute sa carrière de handballeuse de haut niveau : l'ASUL Vaulx-en-Velin. Arrière gauche douée et habile, elle fait le bonheur de l'équipe lyonnaise jusqu'en 2000. Elle met un terme à sa carrière en ayant permis au club de devenir Champion de France D2 et ainsi de retrouver une élite quittée un an plus tôt après 40 ans sans interruption. Durant ses douze saisons avec l'ASUL, Pibarot a également joué plusieurs fois en coupes d'Europe.
En 1989, après un Championnat du monde C 1988 en demi-teinte, l'équipe de France fait peau neuve et Catherine Pibarot est ainsi convoquée par Bernard Boutellier pour un premier stage de préparation du 1er au 5 février 1989. Également capitaine, elle totalisera 119 sélections, jusqu'à la fin des années 1990, elle a participé à plusieurs compétitions internationales et a notamment remporté trois médailles aux Jeux méditerranéens.
Elle est en parallèle professeur d'EPS à l'INSA Lyon et conserve ce poste après la fin de sa carrière de handballeuse de haut niveau. Elle est titulaire du CAPES en éducation physique et sportive.
Le 28 mars 2010, elle décède à l'âge de 43 ans à la suite d'un accident d'escalade, dans le secteur du col de la Chaudière (Drôme), qui a également coûté la vie aux deux hommes qui l'accompagnaient,.

## Palmarès

### En équipe nationale
Championnats du monde
- 10e place au Championnat du monde 1997

Jeux méditerranéens
- Médaille d'argent aux Jeux méditerranéens de 1991
- Médaille d'argent aux Jeux méditerranéens de 1993 en Languedoc-Roussillon
- Médaille d'or aux Jeux méditerranéens de 1997 à Bari

### En club
- Vainqueur du Championnat de France D2 en 2000